# Ел Каризал, Ел Корозал (Окосинго)
Ел Каризал, Ел Корозал (шп. El Carrizal, El Corozal) насеље је у Мексику у савезној држави Чијапас у општини Окосинго. Насеље се налази на надморској висини од 1280 м.

## Становништво
Према подацима из 2005. године у насељу је живело 14 становника.

### Хронологија
| Година       | 2000        | 2005 |
| ------------ | ----------- | ---- |
| Становништво | 23 (14 / 9) | 14   |

### Попис
| # | Индикатор                        | Вредност |
| - | -------------------------------- | -------- |
| 1 | Укупно појединачних домаћинстава | 1        |